# Kalifornijski guru
Kalifornijski guru (ang. Flaked) – amerykański serial telewizyjny (komedia) wyprodukowany przez Electric Avenue Productions, A Thousand Words, Ltd, The Hurwitz Company, Electus oraz Principato-Young Entertainment. Twórcami serialu są Will Arnett oraz Mark Chappell.

Wszystkie 8 odcinków pierwszej serii zostało udostępnionych 11 marca 2016 roku na stronie internetowej platformy Netflix

W Polsce serial został udostępniony w tym samym dniu przez Netflix Polska w wersji z polskim dubbingiem

28 lipca 2016 roku, platforma Netflix ogłosiła przedłużenie serialu o drugi sezon

## Fabuła
Trzeźwiejący alkoholik stawia czoła rzeczywistości po wypadku, który odmienił jego życie. 

## Obsada

### Główna
- Will Arnett jako Chip[4]
- Ruth Kearney jako London[5]
- David Sullivan jako Dennis[6]
- Lina Esco jako Kara[7]
- George Basil jako Cooler[8]

### Drugoplanowe
- Christopher Mintz-Plasse jako Topher[9]
- Mike Cochrane jako a tattoo artist
- Jeff Daniel Phillips jako Uno
- Kirstie Alley jako Jackie[10]
- Heather Graham jako Tilly
- Seana Kofoed jako Vanessa Weiss
- Annika Marks jakoBrooke
- Annabeth Gish jako Alicia Wiener
- Robert Wisdom jako George[11]
- Travis Mills jako Stefan
- Mark Boone Junior jako Jerry

## Odcinki
| Sezon | Sezon | Odcinki | Oryginalna emisja Netflix | Oryginalna emisja Netflix | Oryginalna emisja Netflix Polska | Oryginalna emisja Netflix Polska | Oryginalna emisja Netflix Polska |
| Sezon | Sezon | Odcinki | Premiera sezonu           | Finał sezonu              | Premiera sezonu                  | Finał sezonu                     |                                  |
| ----- | ----- | ------- | ------------------------- | ------------------------- | -------------------------------- | -------------------------------- | -------------------------------- |
|       | 1     | 8       | 11 marca 2016             | 11 marca 2016             | 11 marca 2016                    | 11 marca 2016                    |                                  |
|       | 2     | 6       | 2 czerwca 2017            | 2 czerwca 2017            | 2 czerwca 2017                   | 2 czerwca 2017                   |                                  |

## Produkcja
20 stycznia 2015 roku, platforma Netflix zamówiła pierwszy sezon serialu